# Tchiflik (Jelino)
Tchiflik (en macédonien Чифлик ; en albanais Çifliku) est un village du nord-ouest de la Macédoine du Nord, situé dans la municipalité de Jelino. Le village comptait 1180 habitants en 2002. Il est majoritairement albanais.

## Démographie
Lors du recensement de 2002, le village comptait :
- Albanais : 1 176
- Autres : 4